# Мухаммедкулиев, Дерякули Аширкулиевич
Дерякули Аширкулиевич Мухаммедкулиев (туркм. Derýaguly Mühammetgulyýew, род. 1963 год, Ашхабад, Туркменская ССР, СССР) — туркменский государственный деятель.

## Биография
В 1995 году окончил Туркменский государственный институт транспорта и связи, по специальности — инженер-механик по локомотивам.
Трудовую деятельность начал в 1982 году помощником машиниста Ашхабадского локомотивного депо. Далее работал слесарем, помощником машиниста, машинистом Ашхабадского локомотивного депо, локомотивным диспетчером, поездным диспетчером службы грузоперевозок железной дороги Туркменистана, дорожным инспектором службы по грузоперевозкам и коммерческой работе, дорожным инспектоом ревизионного аппарата локомотивного хозяйства управления «Туркмендемиреллары», начальником Туркменбашинского депо грузовых вагонов Министерства железнодорожного транспорта Туркменистана. В 2006—2007 г.г. — первый заместитель министра железнодорожного транспорта Туркменистана.
С 21 мая 2007 года по 10 июля 2009 года — министр железнодорожного транспорта Туркменистана.
Уволен за серьезные недостатки в работе. Поводом для увольнения стало выступление председателя Высшей контрольной палаты О. Курбанназарова и генерального прокурора Ч. Ходжамурадова на заседании Кабинета министров 10 июля 2009 года, доложивших о результатах проверки финансово-хозяйственной деятельности Министерства железнодорожного транспорта и выявленных конкретных фактах нарушений и халатности, допущенных со стороны руководства министерства, не обеспечившего, в частности, должного контроля за качеством закупаемых материалов.